# Papilschoorsteentje
Het papilschoorsteentje (Clypeosphaeria mamillana) is een schimmel behorend tot de familie Clypeosphaeriaceae. Hij leeft saprotroof op twijgen van dood loofhout.

## Verspreiding
Het komt voor in Europa en Noord-Amerika. In Nederland komt het zeldzaam voor.